# 高山市立丹生川東小学校
高山市立丹生川東小学校 （たかやましりつ にゅうかわひがししょうがっこう）は、かつて岐阜県高山市に存在した公立小学校。

## 概要
- 旧・大野郡丹生川村の小学校であった。2007年に廃校。
- 校舎は2018年時点では現存し、高山市の倉庫として使用されているが、住民の申請があれば貸し出されている[1]。

## 沿革
- 1986年（昭和61年）
  - 4月1日 - 白井小学校及び旗鉾小学校を統合し、丹生川村立丹生川東小学校として開校。旧・白井小学校跡地に新校舎を建設するため、旧・旗鉾小学校校舎を仮校舎とする。
  - 　4月7日 - 旧・旗鉾小学校で開校式を行う[2]。
- 1987年（昭和62年）
  - 8月 - 旧・白井小学校跡地に新校舎が完成[3]。
  - 11月2日 - 新校舎で授業を開始[4]。
- 1988年（昭和63年）3月 - 屋内運動場が完成。
- 2005年（平成17年）2月1日 - 丹生川村が高山市に編入される。同時に高山市立丹生川東小学校に改称する。
- 2007年（平成19年）3月 - 高山市立丹生川小学校に統合され、廃校。